# Синго, Сигэо
Сигэо Синго (яп. 新郷 重夫 Синго: Сигэо, 8 января 1909 года Сага, Япония— 14 ноября 1990 года, Токио) — японский промышленный инженер, один из создателей производственной системы «Тойоты», создатель системы SMED и модели Синго.

## Биография
Сигэо родился 8 января 1909 года в японском провинциальном городке Сага.
В 1924 году, учась в средней школе Сага, ознакомился с работой Тосиро Икеды «Секрет исключения усилий, не приносящих выгоды», которая сыграла ключевую роль в философии Сигео.
Закончив технический колледж Университета Яманаси в 1930 году, поступил на работу на железную дорогу в Тайбэе, где был техником в цехе литья. Синго знакомился с программой по упрощению операций на железной дороге.
Проникся идеями Тейлора о необходимости рационализации менеджмента предприятия, прочитав книгу «Принципы научного менеджмента».
В 1937 году посещал курсы для промышленных инженеров от Японской промышленной ассоциации. Интересовался работами Ёити Уэно, Кенъити Хорикоме.
В годы войны работал начальником производственного отдела по производству торпед на Заводе Amona в период 1943—1945 годов, после Второй мировой войны был переведен на завод Ishii Precision Mfg по изготовлению торпедных глубинных механизмов, а после назначен на завод Yasui Kogyo.
В 1946 году переехал в Таканабе, затем устроился консультантом в Японскую ассоциацию менеджмента и участвовал в исследовании на заводе фирмы Хитачи по производству автомобилей в г. Касадо.
В 1948 году опубликовал работу «Исследование производства банок на Ресо», исследовав «природу умения» на заводе фирмы Toyo Steel в Ситамацу.
В период 1948—1954 годов руководил производственными курсами и в период 1955—1982 годов провел 87 сессий по промышленной технологии на фирме Тойота, в которых приняло участие около 2000 слушателей.
В период 1956—1958 гг. руководил проектом исследования производства на верфи Митцубиси в г. Нагасаки, где изобрел систему сокращения срока сборки танкеров с четырёх месяцев до трех, а затем и до двух месяцев. Эта система распространилась среди японских судостроителей.
В 1959 году вышел из Японской ассоциации менеджмента и основал Институт совершенствования менеджмента (The Institute of management improvement), возглавив его в качестве президента.
В 1960 году ввел систему последовательного контроля с целью снижения уровня дефектов и внедрил эту систему на фирме Matsushita Electric Factory, сделал вывод, что выборочный контроль недостаточен для обеспечения качества.
Принимал активное участие в консультировании фирм на Тайване в 1966 году.
В 1969 году усовершенствовал процесс переналадки 1000-тонного пресса на фирме Тойота и сократил время переналадки.
В период с 1976 по 1990 гг. активно консультировал и читал лекции представителям высшего руководства и рабочим на заводах в Европе и США.
В 1988 году Сигэо присвоено звание почетного доктора менеджмента Университета штата Юта.
Сигэо умер от рака в возрасте 81 года, у него осталась жена и трое сыновей.

## Награды
- 1970 — награждён медалью Почёта c жёлтой лентой за вклад в оптимизацию судостроения и другие достижения[2].

## Основные идеи
Синго, начиная с 1947 года вёл производственные курсы, и на одной из технических конференций Японской ассоциации менеджмента сообщил, что процессы и операции образуют системную сеть процессов и операций, предложил использовать метод классификации схожих операций путём подсчета числа невмешательств. В 1950 году он усовершенствовал и внедрил метод определения компоновки оборудования, основанный на коэффициенте лёгкости транспортировки. Синго разработал систему Быстрая переналадка (SMED), где процесс переналадки состоит из «внутренних» и «внешних» операций. Кроме того, совместно с Норман Бодек он описал подход Бережливого производства к производственной системе «Тойоты». Синго формализовал и адаптировал концепцию защита от дурака.

## Модель Синго
Его именем названа модель Синго — подход для создания операционного (производственного) совершенства, который состоит из двух элементов: «дома» (принципы) и «ромба» (методы). «Дом» состоит из Руководящих принципов с поддерживающими Концепциями:
- Фундамент всего «дома» лежит в культурных факторах (руководить скромно; уважать каждого сотрудника), а для этого необходимо:

1. обеспечить безопасные условия труда
2. развивать компетенции сотрудников
3. расширять права и возможности каждого сотрудника

- Первый этаж «дома» состоит из непрекращающегося процесса улучшения (направленность на процесс; использование научного мышления; создание потока и процесса вытягивания; обеспечение качества в источнике; постоянное стремление к совершенству), а для этого необходимо:

1. достигнуть стабильности процессов
2. доверять фактам и получаемым данным
3. стандартизировать процессы
4. проводить непосредственные наблюдения
5. создавать направленность на поток создания ценности
6. упрощать и визуализировать имеющуюся информацию
7. выявлять и устранять потери
8. интегрировать процесс улучшения в ежедневную работу

- Второй этаж — процесс выравнивания (создание постоянства цели; необходимость мыслить систематически), а для этого:

1. смотреть реалистически на предполагаемые процессы
2. фокусироваться на долгосрочном периоде
3. выравнивать систему и стратегию
4. стандартизировать ежедневные процессы

- Крыша «дома» — это результаты (создание ценности для потребителей), а для этого:

1. проводить измерение только того, что имеет значение
2. выравнивать производственный ритм с производительностью
3. выявлять причинно-следственные связи.

«Ромб» состоит из Индивидуальных и Организаторских действий, которые выравнивают производственную Систему компании, которая выбирает свой набор Инструментов для достижения Результатов, которые в свою очередь подтверждают первоначальные Руководящие принципы. В ядре этого трансформационного процесса находится Культура (поведение).

## Память
С 1988 года Университет штата Юта учредил ежегодную «Премию имени Синго за совершенствование производственного процесса», которая присуждается североамериканским бизнесменам, студентам и преподавателям, и стала считаться Нобелевской премией в области производства.
На базе Школы бизнеса Джона М. Хантсмана Университета штата Юта образован Институт Синго — международная сеть лицензированных филиалов (Shingo Institute Licensed Affiliates), названный в честь Сигэо Синго.